# Urd
En la mitologia nòrdica, Urd o Urðr  és una de les tres Nornes, la gran, juntament amb Verdandi i Skuld. El seu nom significa Allò que s'ha esdevingut, i té relació amb el mot del nòrdic antic Wyrd (=Destí) i la paraula anglesa Weird (modernament amb els significats Estrany, Amb poders sobrenaturals, però antigament Pertanyent al destí).

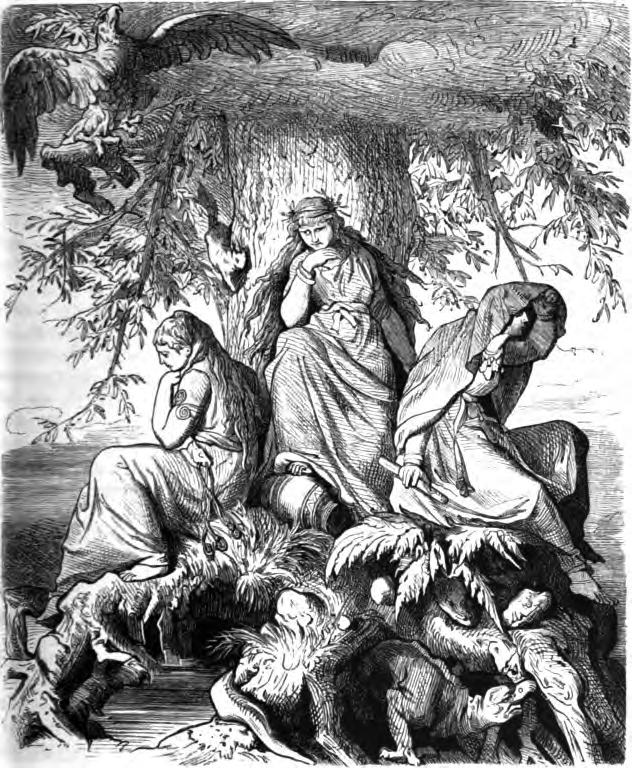
Les nornes: Urd, Werdandi i Skuld sota l'arbre del món de Ludwig Burger

El pou Urd, segons la mitologia escandinava, donava accés a l'infern. D'ell en treien l'aigua per regar el freixe Yggdrasil.